# Il Moro

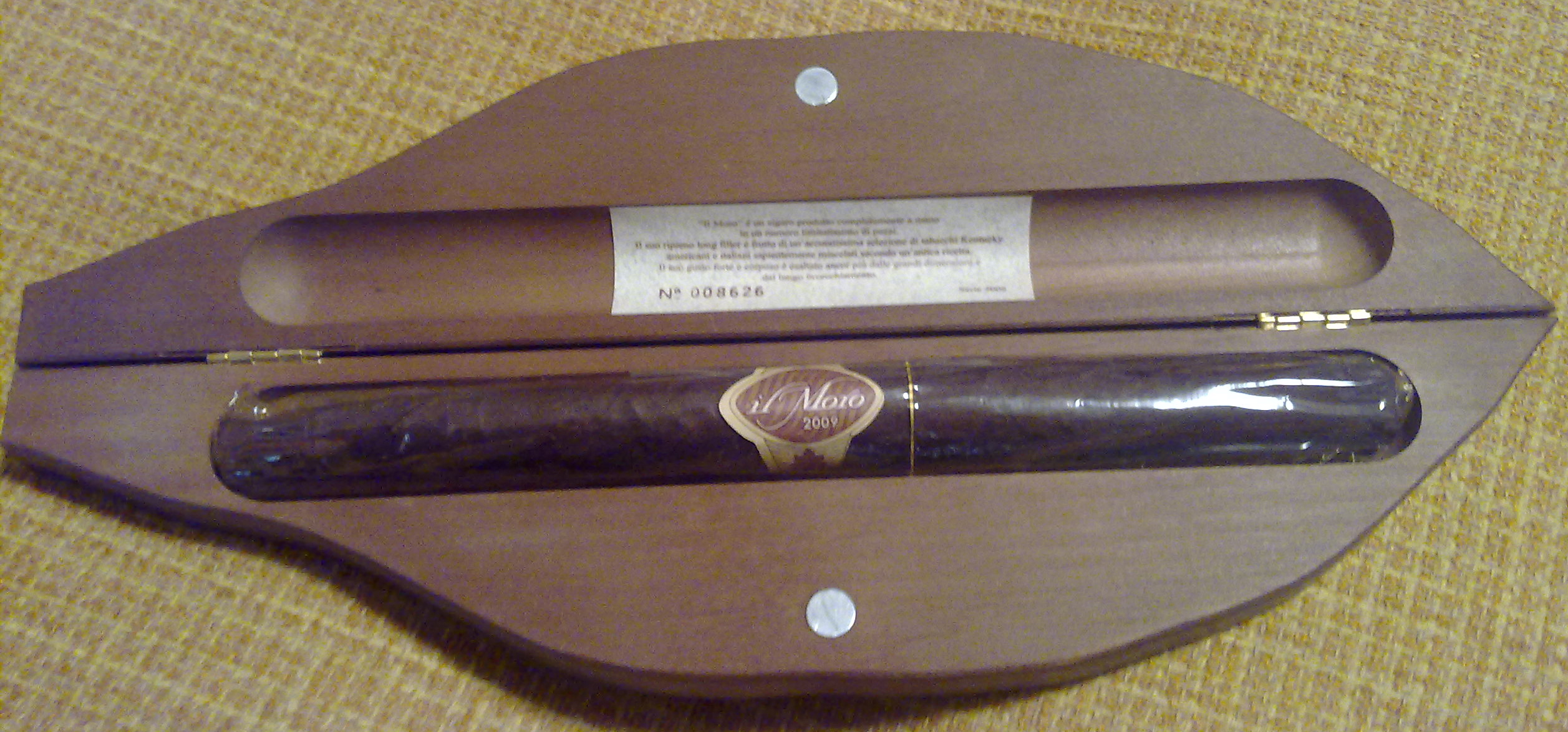
Il Moro e la sua confezione in legno (anno 2009)

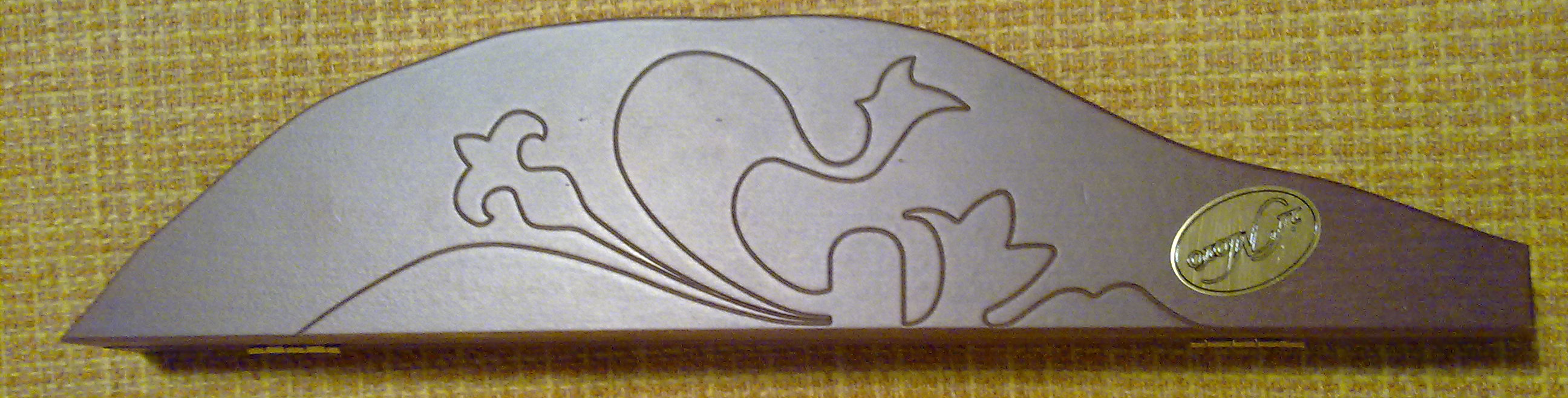
Il Moro: la confezione con il giglio fiorentino (anno 2009)

Il Moro è un tipo di sigaro Toscano, realizzato a mano presso la manifattura di Lucca e commercializzato dal 2000. Per confezione, dimensioni e prezzo è il sigaro di punta tra i cosiddetti "toscani". La qualità superiore è testimoniata anche dalla ricercata confezione. La dimensione del sigaro risulta più lunga di circa il 40% rispetto agli altri sigari toscani, mentre il diametro del 25%. Il costo, per concludere, è (dato 2009) circa sette volte superiore del sigaro Toscano Originale Selected  e tre volte e mezzo del Toscano Originale Millennium, i "toscani" di fascia più alta dopo il Moro. La tiratura è limitata.

## La confezione
Fino al 2009 la confezione era in legno e composta da due parti rappresentanti due semifoglie di tabacco incernierate sulla nervatura centrale; esternamente alla confezione era inciso il giglio fiorentino. Per festeggiare i dieci anni dal lancio nel 2010, e in esclusiva per l'anno, la confezione consiste in un vero e proprio humidor che contribuisce al sostanziale ritocco di prezzo. Per il 2011 e fino al 2014 la confezione in legno presenta una serigrafia sul coperchio con il prezzo che ritorna a livelli ante 2010.

## Caratteristiche
Caratteristiche distintive de il Moro secondo "il Toscano", "Il Toscano nel Bicchiere" e la rivista "Toscano":
- Manifattura di produzione: Lucca
- Tempo di maturazione e stagionatura: 12 mesi, 18 mesi[3]  per la tiratura 2010 (decennale)
- Fascia: Kentucky nordamericano
- Ripieno: tabacco nazionale più i ritagli della fascia
- Aspetto: marrone scuro
- Fabbricazione: a mano
- Lunghezza: 225  +/- 1 [1]; 230[2] [3]  mm
- Diametro pancia: 19[1] ; 20[2] mm
- Diametro punte: 12,5 +/- 0,5[1] ; 13,5[2] mm
- Volume: 44,4 ml
- Peso: circa 20,5[1] ; 22[2] g
- Densità: 0,462[1] ; 0,495[2] g/ml
- Anno di uscita: 2000
- Disponibilità: in produzione a tiratura limitata
- Fascetta: fascetta beige con medaglione marrone scuro su cui è riportata la scritta "il Moro". Sotto la scritta è riportato l'anno di produzione. Lateralmente due gigli marroni.